# VM i bandy 2007 (kvinder)
Verdensmesterskabet i bandy for kvinder 2007 var det tredje VM i bandy for kvinder. Mesterskabet blev arrangeret af Federation of International Bandy og afviklet i Budapest, Ungarn i perioden 11. - 17. februar 2007 med deltagelse af syv hold, hvilket var ét hold mere end ved det foregående mesterskab. Ungarn var VM-værtsland for første gang og deltog også for første gang.
Mesterskabet blev vundet af Sverige, som besejrede Rusland i finalen med 3-2, og som dermed vandt mesterskabet for tredje gang i træk, og det var ligeledes tredje mesterskab i træk, hvor det russiske hold kunne rejse hjem med sølvmedaljerne. Bronzemedaljerne gik til Norge, der spillede 3-3 mod Canada i bronzekampen, men hvor nordmændene vandt 1-0 i straffeslagskonkurrence, og dermed vandt Norge VM-bronze for anden gang.

## Resultater
Alle kampe blev spillet 2 × 30 minutter, bortset fra finalen, der blev spillet 2 × 45 minutter.

### Indledende runde
De syv hold spillede en enkeltturnering alle-mod-alle, hvorefter de fire bedste hold gik videre til semifinalerne, mens nr. 5 og 6 gik videre til kampen om 5.-pladsen.
| Dato        | Kl.   | Kamp              | Res.  |
| ----------- | ----- | ----------------- | ----- |
| 11. februar | 21:00 | Canada - Ungarn   | 6–0   |
| 12. februar | 08:00 | Rusland - Norge   | 7–1   |
| 12. februar | 10:00 | Finland - USA     | 5–0   |
| 12. februar | 12:00 | Norge - Canada    | 4–1   |
| 12. februar | 14:00 | USA - Ungarn      | 10–01 |
| 12. februar | 21:00 | Sverige - Rusland | 3–3   |
| 13. februar | 08:00 | Finland - Canada  | 2–3   |
| 13. februar | 10:00 | Sverige - Ungarn  | 6–0   |
| 13. februar | 12:00 | Rusland - USA     | 10–01 |
| 13. februar | 14:00 | Sverige - Norge   | 10–01 |
| 13. februar | 21:00 | Rusland - Ungarn  | 7–0   |
| 14. februar | 08:00 | Sverige - USA     | 0–0   |
| 14. februar | 10:00 | Norge - Finland   | 2–0   |
| 14. februar | 12:00 | Rusland - Canada  | 3–0   |
| 14. februar | 21:00 | Finland - Ungarn  | 4–0   |
| 14. februar | 22:30 | Norge - USA       | 3–0   |
| 15. februar | 08:00 | Sverige - Canada  | 9–0   |
| 15. februar | 10:00 | Rusland - Finland | 2–0   |
| 15. februar | 12:00 | Norge - Ungarn    | 5–0   |
| 15. februar | 14:00 | Sverige - Finland | 7–1   |
| 15. februar | 21:00 | USA - Canada      | 1–6   |

| Hold    | Kampe | Mål   | Point |
| ------- | ----- | ----- | ----- |
| Rusland | 6     | 33-40 | 11    |
| Sverige | 6     | 35-40 | 10    |
| Norge   | 6     | 15-18 | 8     |
| Canada  | 6     | 16-19 | 6     |
| Finland | 6     | 12-14 | 4     |
| USA     | 6     | 11-24 | 3     |
| Ungarn  | 6     | 00-39 | 0     |

### Slutspil

#### Kamp om 5.-pladsen
| Dato        | Kl.   | Kamp          | Res. |
| ----------- | ----- | ------------- | ---- |
| 16. februar | 14:00 | Finland - USA | 2–1  |

#### Semifinaler
| Dato        | Kl.   | Kamp             | Res. |
| ----------- | ----- | ---------------- | ---- |
| 16. februar | 10:00 | Rusland - Canada | 5–0  |
| 16. februar | 12:00 | Sverige - Norge  | 7–0  |

#### Bronzekamp
| Dato        | Kl.   | Kamp           | Res. |                                          |
| ----------- | ----- | -------------- | ---- | ---------------------------------------- |
| 16. februar | 21:00 | Norge - Canada | 3–3  | Norge vandt straffeslagskonkurrencen 1-0 |

#### Finale
| Dato        | Kl.   | Kamp              | Res. |
| ----------- | ----- | ----------------- | ---- |
| 18. februar | 08:30 | Rusland - Sverige | 2–3  |

### Samlet rangering
| Plac.  | Hold    |
| ------ | ------- |
| Guld   | Sverige |
| Sølv   | Rusland |
| Bronze | Norge   |
| 4.     | Canada  |
| 5.     | Finland |
| 6.     | USA     |
| 7.     | Ungarn  |

## Medaljevindere
| Guld | Sølv | Bronze |
| --- | --- | --- |
| Sverige | Rusland | Norge |
| Linda Odén Emma Kronberg Anna Lundin Mikaela Hasselgren Sofia Rådman Åsa Boström Sigrid Simonsson Maria Sverin Kristina Sigfridsson Anna Klingborg Johanna Pettersson Petra Lindefors Anna Jepson Elin Sandgren Sandra Carlsson Frida Erlandsson | Tatjana Andrjushina Jekaterina Igonina Oksana Dmitrijeva Anastasija Filimonova Natalja Vladimirova Oksana Pronjsjina Natalja Shanskaja Revekka Belosevitj Tatjana Talalenko Jelena Danilova Regina Rusajeva Galina Mikhailova Anna Igonina Jelena Khorosjilova Olga Nizovtseva Jekaterina Nikonova | Rikke Busk Witzøe Line Charlotte Bjerkely Hege Sørlie Tommeline Bjerkely Jorunn Siltonen Kortvedt Vibeke Tonning Vilde Nes Stokke Helle Lillejord Maria Mykletun Bærulfsen Gry Flaa Johannessen Linn Therese Jovik Christine Røde Brenne Hanne Garnås Nicolaisen Lene Skrettingland Sigrid-Lise Nonås Heidi Tho Maja Thommasen |